# Bussenhus

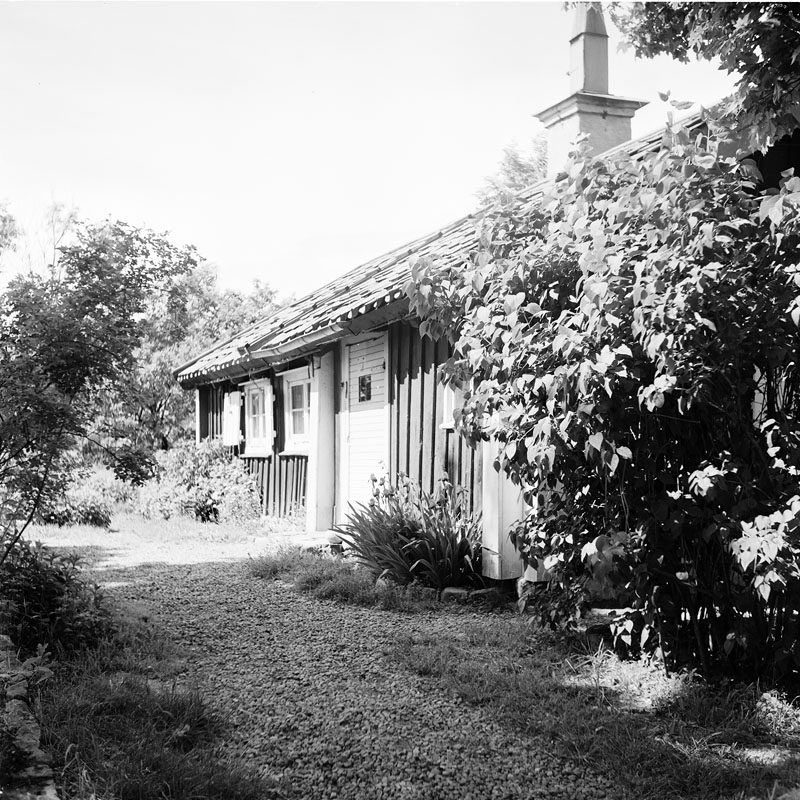
Bussenhus 1957

Bussenhus är ett soldattorp i Spånga socken. På 1740-talet bedrevs krogverksamhet i torpet. Sålunda hade ryttaren i Bussenhus rätt att hålla krog. Krogen omnämns ibland, efter olika bråk, i protokollen från Sollentuna häradsrätt. Torpet ligger intill Spånga kyrka. 

## Historia
Bussenhus, som var Nälstas dragontorp, omnämndes för första gången 1725. Torpet, som är 300 år gammalt, ska enligt Spånga Hembygdsgille vara byggt av Bondesläkten till Hässelby för dess rusthåll åt det svenska försvaret.

## Vandalisering
Natten mot den 27 januari 2008 vandaliserades torpet, då ungdomar misstänktes ha satt eld på hustaket. En privatperson kände röklukt och slog larm, varav brandkåren ryckte ut och släckte snabbt elden. Knappt en månad tidigare var torpet utsatt för inbrott och skadegörelse.